# 999 (رقم هاتف طوارئ)
999 رقم طوارئ رسمي يسمح للمتصل بالاتصال بخدمات الطوارئ للحصول على المساعدة في حالات الطوارئ في عدد من البلدان منها البحرين وبنغلاديش وبوتسوانا وجزر كوك وسوازيلاند وغانا وغيرنزي وهونغ كونغ وجمهورية أيرلندا وجيرسي وكينيا وماكاو وماليزيا وموريشيوس ونيوي وبولندا وقطر والسودان والمملكة العربية السعودية وسنغافورة وترينيداد وتوباغو وسيشل وأوغندا.